# Stephansburger Erbstollen
Der Stephansburger Erbstollen war ein Steinkohlebergwerk im Stadtteil Winz-Baak von Hattingen. Es existierte von 1790 bis 1888. Der Stollen wurde vom Rauendahl aus nach Norden aufgefahren. 1867 wurden 2.000 Tonnen Steinkohle gefördert. Nach 1888 kam die Berechtsame an die Zeche Vereinigte Dahlhauser Tiefbau. Das Stollenmundloch ist heute noch erhalten, jedoch zugemauert.

## Geschichte

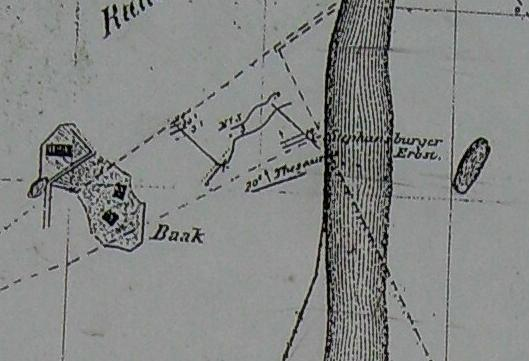
Karte des Flözes

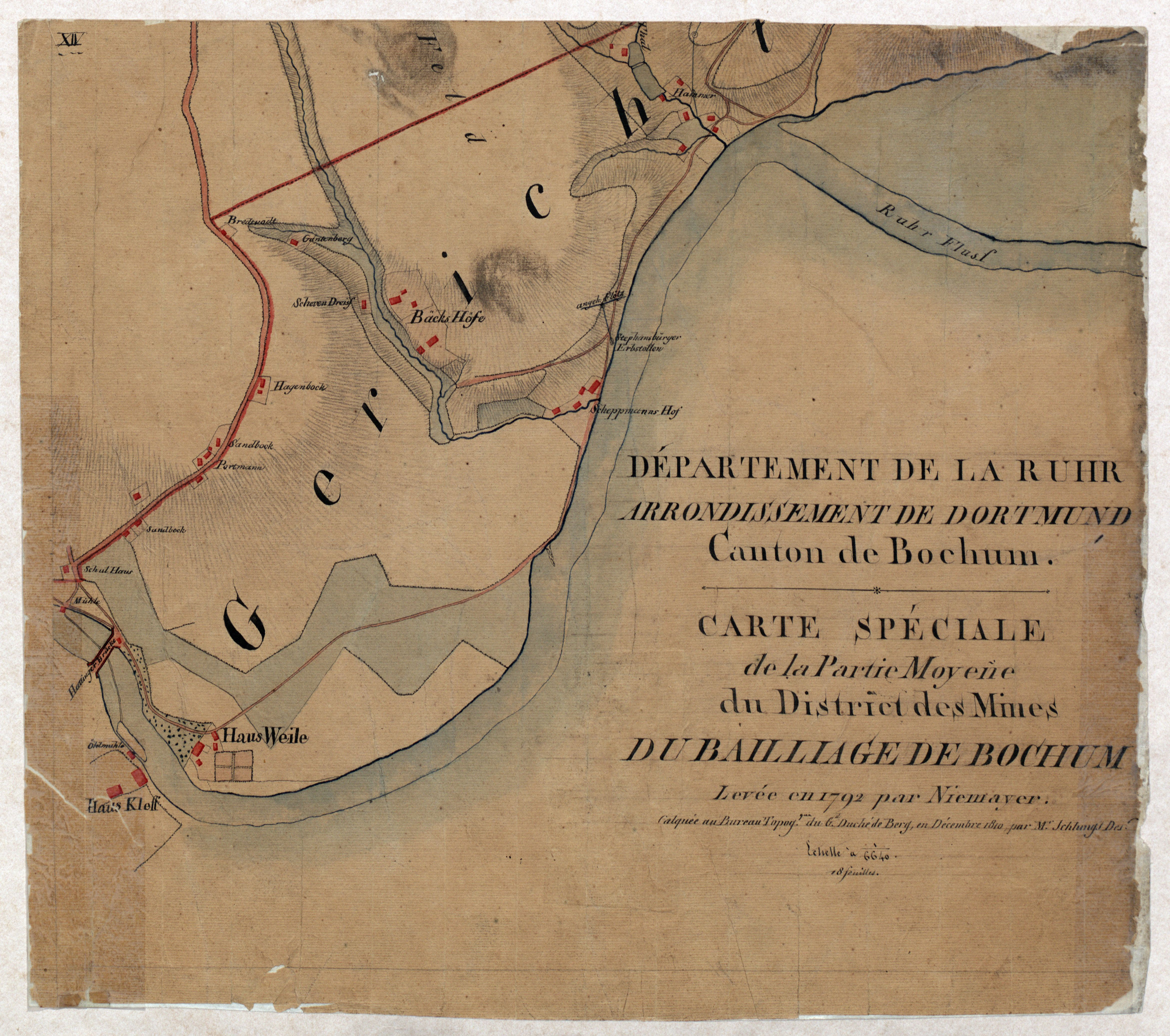
Niemeyersche Karte, 1792

Am 12. Juli 1790 erhielten die Gewerken des Stephansburger Erbstollens bei der Generalverleihung das Recht zum Auffahren eines Erbstollens aus dem Ruhrtal nach Norden mit der Verpflichtung, jedes überfahrene Flöz speziell zu muten. Der Stollen wurde direkt vom Ruhrufer in der Nähe des damaligen Hofes Schepmann aufgefahren. Die gewonnenen Kohlen konnten vom Stollenmundloch aus direkt in die Ruhraaken (Treidelschiffe) verladen werden. Auf diesen Frachtkähnen wurden seit 1776 nach Schiffbarmachung der Ruhr die Kohlen zum Hauptumschlagsplatz Ruhrort transportiert.
Im Jahre 1855 war der Stollen 120 Lachter (ungefähr 251 m) weit aufgefahren und hatte vier Steinkohlenflöze durchfahren. Der Abbau erfolgte nach links und rechts in Stollenflügelörtern. Die Förderung betrug zu dieser Zeit bei elf Mann Belegschaft 366 Tonnen pro Jahr. Ein Teil der aus dem Stollen kommenden Kohlen wurde inzwischen auch auf einer neugebauten Pferdeeisenbahn zur Kohlenniederlage in Nähe der Hattinger Ruhrbrücke gebracht.
Im Jahre 1867 wurden aus dem Stollen 36.888 Scheffel (ungefähr 2000 t) Kohle gefördert. 1888 war der Erbstollen noch in Betrieb. Der Stephansburger Erbstollen wird aber auch heute noch seiner Aufgabe gerecht, indem er das über ihm liegende Gebirge entwässert. Unterhalb des Leinpfades sieht man, wie aus einem dicken Rohr Grubenwasser in die Ruhr fließt.